# Giampaolo Mazza

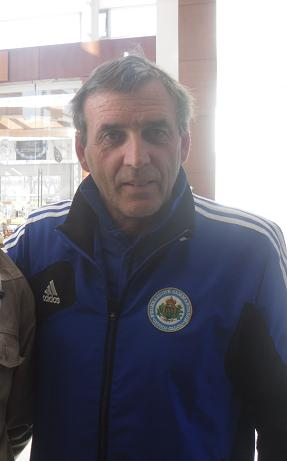
Giampaolo Mazza in 2013

Giampaolo Mazza (Genua, 26 februari 1956) is een Italiaans voetbaltrainer. Hij volgde op 10 oktober 1998 Massimo Bonini op als bondscoach van San Marino. Die functie bekleedde hij tot en met 17 oktober 2013. In 83 wedstrijden als bondscoach, verloor hij 79 keer. Drie keer werd er gelijkgespeeld en slechts één keer gewonnen: op 29 april 2004 versloeg San Marino Liechtenstein in een vriendschappelijke wedstrijd met 1-0.
Mazza startte zijn trainerscarrière op 21-jarige leeftijd. Daarvoor was hij actief als speler bij San Marino Calcio in de Serie C. Hij kwam in 1991 vijfmaal uit voor San Marino.